# Боулинг-Грин (линия Лексингтон-авеню, Ай-ар-ти)
|   |   |   |   |   |   |   |
| · | · | · | · | · | · | · |

|   |   |   |   |   |   |   |
| · | · | · | · | · | · | · |

«Боулинг-Грин» (англ. Bowling Green) — станция Нью-Йоркского метрополитена, расположенная на линии Лексингтон-авеню, Ай-ар-ти.  На станции останавливаются маршруты 4 (круглосуточно) и 5 (круглосуточно, кроме ночи). Станция является южной конечной для маршрута 5 (вечером и в выходные). Она представлена островной платформой, и двумя боковыми, обслуживающими два пути. Боковая платформа c одним путём в направлении на Бруклин закрыта, с 1909 по 1977 годы она обслуживалась челноком до Саут-Ферри, сегодня она закрыта стеной.
Станция была открыта 10 июля 1905 года, и названа по названию небольшого парка над ней — Боулинг-Грин. Южнее станции пути раздваиваются. Одно направление продолжается в Бруклин, образуя линию Истерн-Паркуэй. Другое — проходит через ныне закрытую станцию Саут-Ферри, имеющую форму кольца, и возвращается обратно, служа разворотным кольцом для поездов, для которых станция является южной конечной (маршрут 5 вечером и в выходные). Закрытая кольцевая станция Саут-Ферри имеет два пути, к линии Лексингтон-авеню относится внутреннее кольцо, платформа которого была закрыта в 1977 году, и именно оно используется для этого разворота.
Один из входов на станцию был спроектирован архитектурной компанией «Хайнс энд Лафарж», как и входные павильоны ряда других станций, и открыт вместе с самой станцией в 1905 году; он занесён в Национальный реестр исторических мест США.

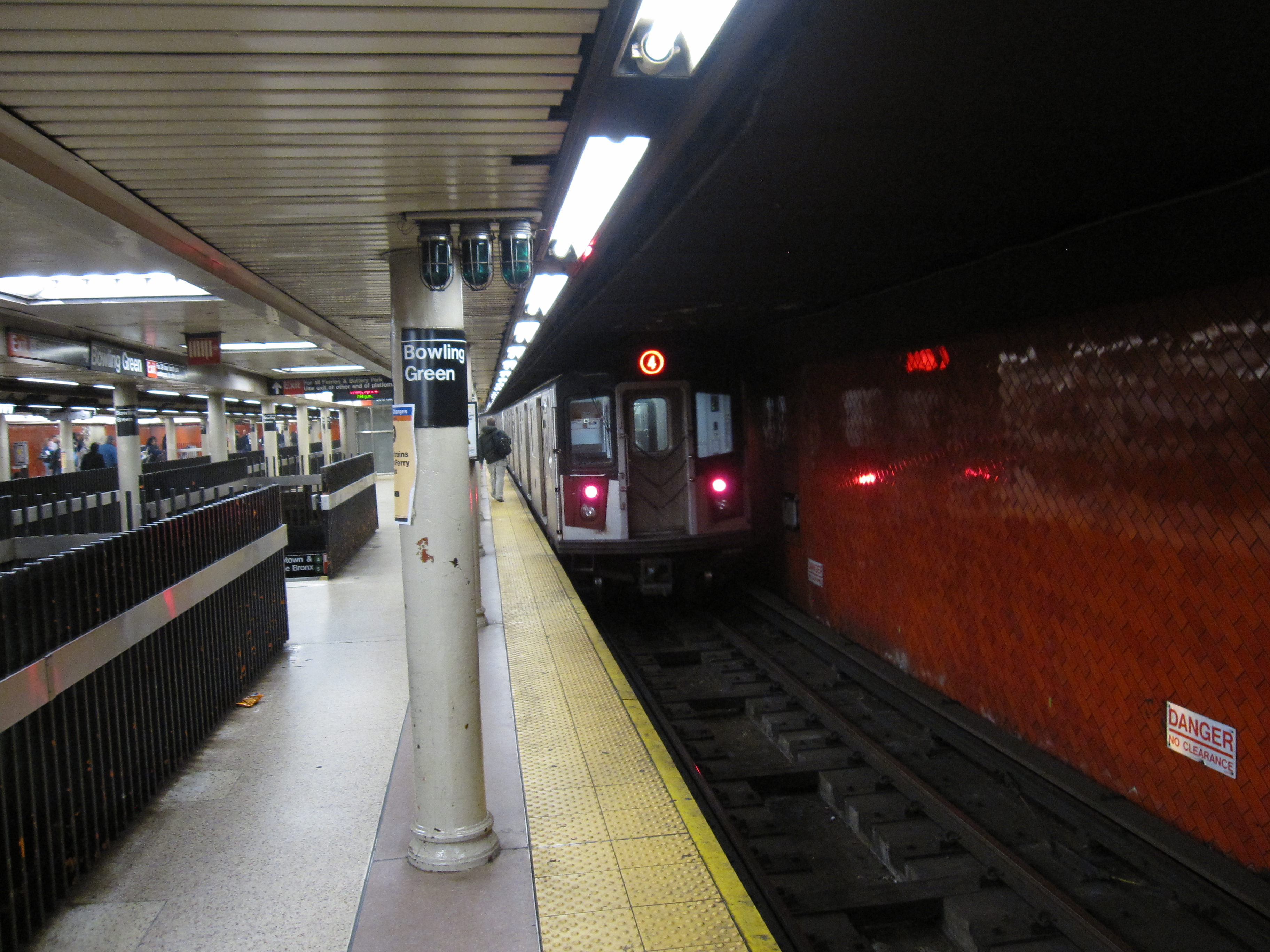
Стены станции выполнены в оранжевом цвете
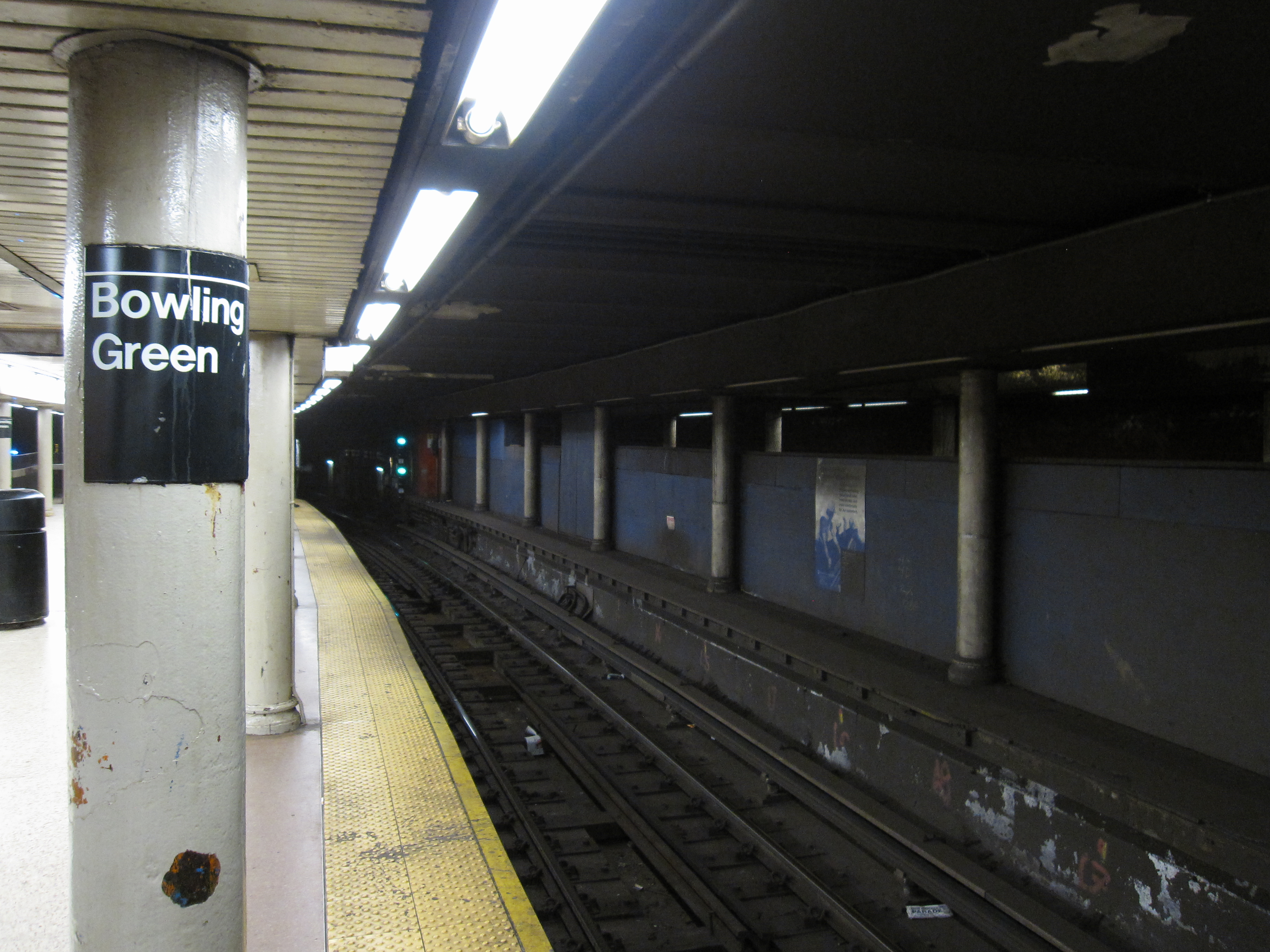
Ныне закрытая платформа для челнока
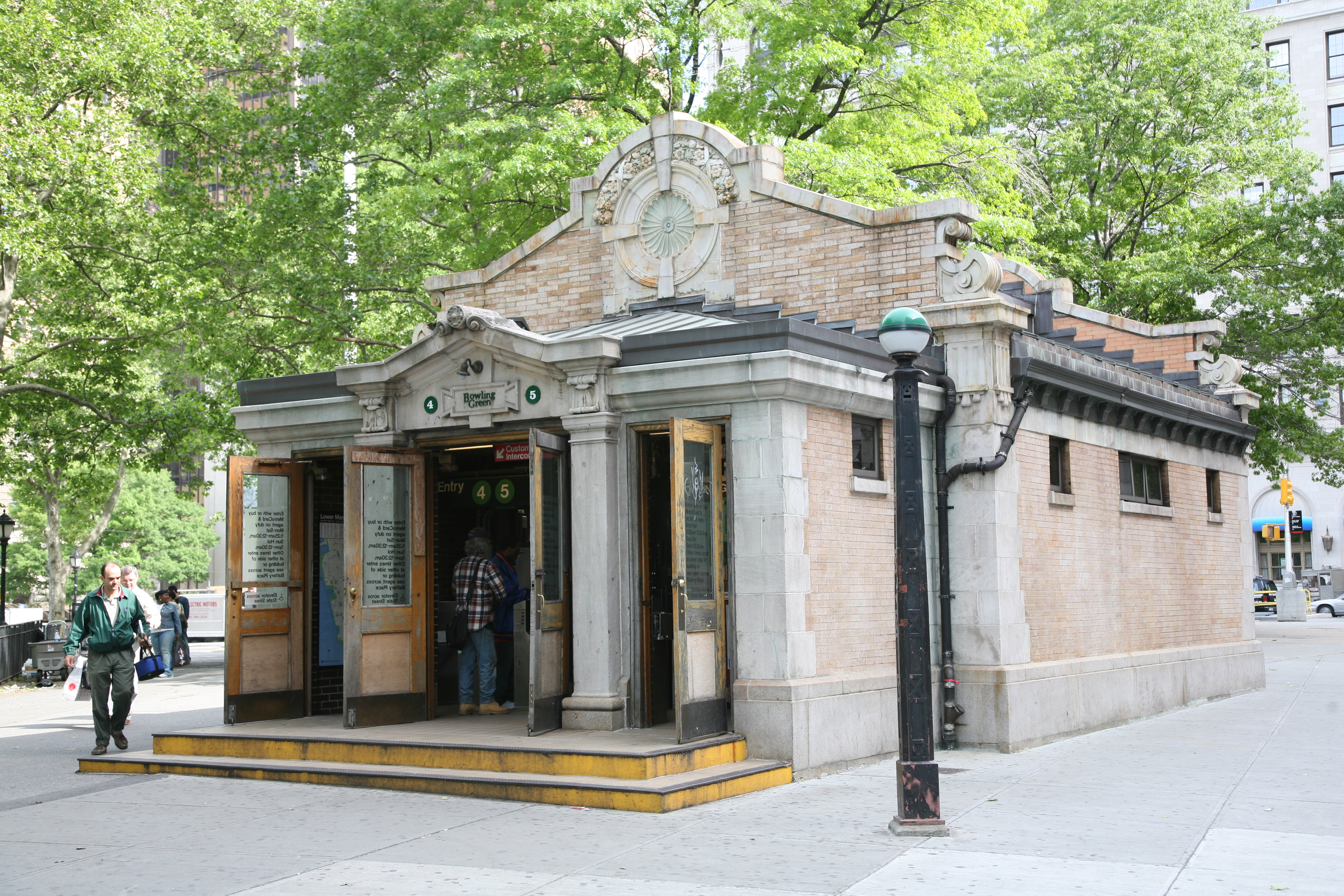
Старый входной павильон